# Liste der Monuments historiques in Blanzy-la-Salonnaise
Die Liste der Monuments historiques in Blanzy-la-Salonnaise führt die Monuments historiques in der französischen Gemeinde Blanzy-la-Salonnaise auf.

## Liste der Objekte
| Bezeichnung | Beschreibung                           | Standort                                 | Kennzeichnung | Schutzstatus | Datum | Bild |
| ----------- | -------------------------------------- | ---------------------------------------- | ------------- | ------------ | ----- | ---- |
| Pietà       | Stein, farbig gefasst, 17. Jahrhundert | in der Kirche St-Pierre-aux-Liens (Lage) | PM08000069    | Classé       | 1911  |      |